# Massac-Séran
Massac-Séran é uma comuna francesa na região administrativa da Occitânia, no departamento de Tarn. Estende-se por uma área de 8.52 km², e possui 382 habitantes, segundo o censo de 2018, com uma densidade de 45 hab/km².